# Liste der Stolpersteine in Olbernhau
Die Liste der Stolpersteine in Olbernhau führt die vom Künstler Gunter Demnig verlegten Stolpersteine in Olbernhau, Erzgebirgskreis – Sachsen auf.
Ziel dieser Liste ist es, biografische Details zu den Personen zu dokumentieren, um damit ihr Andenken zu bewahren.
Anmerkung: Vielfach ist es jedoch nicht mehr möglich, eine lückenlose Darstellung ihres Lebens und ihres Leidensweges nachzuvollziehen. Insbesondere die Umstände ihres Todes können vielfach nicht mehr recherchiert werden. Offizielle Todesfallanzeigen aus den Ghettos, Haft-, Krankenanstalten sowie den Konzentrationslagern können oft Angaben enthalten, die die wahren Umstände des Todes verschleiern, werden aber unter der Beachtung dieses Umstandes mitdokumentiert.
| Bild                                                          | Name sowie Details zur Inschrift | Adresse                         | Zusätzliche Informationen |
| ------------------------------------------------------------- | --- | ------------------------------- | --- |
| Stolperstein für Ididio Estersohn (Blumenauer Str. 5)         | Hier wohnte Ididio Estersohn, (Jahrgang 1897) Flucht Belgien Verhaftet 1940 Interniert Malines Deportiert 1942 Ermordet in Auschwitz | Blumenauer Straße 5 (Standort)  | Der am 11. September 2014 verlegte Stolperstein erinnert an Ididio Estersohn, geboren am 15. Oktober 1897 in Grajewo. |
| Stolperstein für Hugo Franz (Blumenauer Str. 33)              | Hier wohnte Hugo Franz, (Jahrgang 1888) Im Widerstand/KPD Verhaftet 1944 ‘Aktion Gitter’ Ermordet 15. März 1945 KZ Neuengamme        | Blumenauer Straße 33 (Standort) | Der am 11. September 2014 verlegte Stolperstein erinnert an Hugo Franz, geboren 1888. Der Kommunist Hugo Franz arbeitete in der Paul Fischer Kistenfabrik u. Dampfsägewerk, Olbernhau und als Altenpfleger. Er wurde 1944 verhaftet und 1945 im KZ Neuengamme erhängt. |
| Stolperstein für Berta Lawenda (Blumenauer Str. 5)            | Hier wohnte Berta Lawenda, geb. Ostregger (Jahrgang 1913) Flucht 1939 Palästina                                                      | Blumenauer Straße 5 (Standort)  | Der am 1. August 2015 verlegte Stolperstein erinnert an Berta Lawenda (geb. Ostregger), geboren 1913. Die Familie Lawenda war seit 1921 in Olbernhau ansässig. |
| Stolperstein für Dina Lawenda (Blumenauer Str. 5)             | Hier wohnte Dina Lawenda, (Jahrgang 1911) Flucht/Verhaftet Weissrussland Brest Litovsk Ermordet                                      | Blumenauer Straße 5 (Standort)  | Der am 1. August 2015 verlegte Stolperstein erinnert an Dina Lawenda, geboren 1911. Die Familie Lawenda war seit 1921 in Olbernhau ansässig. |
| Stolperstein für Erich Lawenda (Blumenauer Str. 5)            | Hier wohnte Erich Lawenda Zvi Nitzan, (Jahrgang 1924) Flucht 1939 Palästina                                                          | Blumenauer Straße 5 (Standort)  | Der am 1. August 2015 verlegte Stolperstein erinnert an Erich Lawenda, geboren 1924. Die Familie Lawenda war seit 1921 in Olbernhau ansässig. |
| Stolperstein für Ester Charlotte Lawenda (Blumenauer Str. 5)  | Hier wohnte Ester Charlotte Lawenda, (Jahrgang 1938) Flucht 1939 Palästina                                                           | Blumenauer Straße 5 (Standort)  | Der am 1. August 2015 verlegte Stolperstein erinnert an Ester Charlotte Lawenda, geboren 1938. Die Familie Lawenda war seit 1921 in Olbernhau ansässig. |
| Stolperstein für Luba Lawenda (Blumenauer Str. 5)             | Hier wohnte Luba Lawenda, (Jahrgang 1915) Flucht 1933 Palästina                                                                      | Blumenauer Straße 5 (Standort)  | Der am 1. August 2015 verlegte Stolperstein erinnert an Luba Lawenda, geboren 1915. Die Familie Lawenda war seit 1921 in Olbernhau ansässig. |
| Stolperstein für Malka Lawenda (Blumenauer Str. 5)            | Hier wohnte Malka Lawenda, geb. Estersohn (Jahrgang 1889) Deportiert 1942 Belzyce Ermordet                                           | Blumenauer Straße 5 (Standort)  | Der am 11. September 2014 verlegte Stolperstein erinnert an Malka Lawenda (geb. Estersohn), geboren am 15. Dezember 1889 in Grajewo. Malka Lawenda, wohnhaft in Olbernhau und Chemnitz, wurde am 10. Mai 1942 mit Transport ab Weimar-Leipzig ins Ghetto Belzyce deportiert. Die Familie Lawenda war seit 1921 in Olbernhau ansässig. |
| Stolperstein für Max Lawenda (Blumenauer Str. 5)              | Hier wohnte Max Lawenda Moshe Nitzan, (Jahrgang 1923) Flucht 1938 Palästina                                                          | Blumenauer Straße 5 (Standort)  | Der am 1. August 2015 verlegte Stolperstein erinnert an Max Lawenda geboren 1923. Die Familie Lawenda war seit 1921 in Olbernhau ansässig. |
| Stolperstein für Nora Lawenda (Blumenauer Str. 5)             | Hier wohnte Nora Lawenda, (Jahrgang 1932) Deportiert 1942 Belzyce Ermordet                                                           | Blumenauer Straße 5 (Standort)  | Der am 11. September 2014 verlegte Stolperstein erinnert an Nora Lawenda, geboren am 4. April 1932 in Dresden. Nora Lawenda, wohnhaft in Olbernhau und Chemnitz, wurde am 10. Mai 1942 mit Transport ab Weimar-Leipzig ins Ghetto Belzyce deportiert. Die Familie Lawenda war seit 1921 in Olbernhau ansässig. |
| Stolperstein für Philipp Lawenda (Blumenauer Str. 5)          | Hier wohnte Philipp Lawenda, (Jahrgang 1921) Verhaftet 1938 Buchenwald ‘Verlegt’ 11. März 1943 Bernburg Ermordet 11. März 1943       | Blumenauer Straße 5 (Standort)  | Der am 11. September 2014 verlegte Stolperstein erinnert an Philipp Lawenda, geboren am 24. Oktober 1921 in Olbernhau. Der Schüler Philipp Lawenda war der Sohn von Eliezer und Malka Lawenda (geb. Estersohn) und wohnte in Berlin und Chemnitz. Am 1. Juni 1938 wurde er im KZ Buchenwald inhaftiert und am 11. März 1942 in die Tötungsanstalt Bernburg deportiert und getötet. Die Familie Lawenda war seit 1921 in Olbernhau ansässig. |
| Stolperstein für Ruth Lawenda (Blumenauer Str. 5)             | Hier wohnte Ruth Lawenda, (Jahrgang 1929) Deportiert 1942 Belzyce Ermordet                                                           | Blumenauer Straße 5 (Standort)  | Der am 11. September 2014 verlegte Stolperstein erinnert an Ruth Lawenda, geboren am 3. Januar 1929 in Olbernhau. Die Schülerin Ruth Lawenda war die Tochter von Eliezer und Malka Lawenda (geb. Estersohn)und wohnte in Olbernhau und Chemnitz. Sie wurde am 10. Mai 1942 mit Transport ab Weimar-Leipzig ins Ghetto Belzyce deportiert. Die Familie Lawenda war seit 1921 in Olbernhau ansässig.                                          |
| Stolperstein für Zalko Lawenda (Blumenauer Str. 5)            | Hier wohnte Zalko Lawenda, (Jahrgang 1905) Flucht 1939 Palästina                                                                     | Blumenauer Straße 5 (Standort)  | Der Stolperstein erinnert an Zalko Lawenda, geboren 1905. Die Familie Lawenda war seit 1921 in Olbernhau ansässig. |
| Stolperstein für Sara Tannenbaum (Blumenauer Str. 5)          | Hier wohnte Sara Tannenbaum, geb. Lawenda (Jahrgang 1904) Flucht 1933 Palästina                                                      | Blumenauer Straße 5 (Standort)  | Der am 1. August 2015 verlegte Stolperstein erinnert an Sara Tannenbaum, geboren 1904. Die Familie Lawenda war seit 1921 in Olbernhau ansässig. |
| Stolperstein für Chana Zylberstein (Blumenauer Str. 5)        | Hier wohnte Chana Zylberstein, geb. Lawenda (Jahrgang 1901) Deportiert 1942 Belzyce Ermordet                                         | Blumenauer Straße 5 (Standort)  | Der am 1. August 2015 verlegte Stolperstein erinnert an Chana Zylberstein (geb. Lawenda), geboren 15. Juli 1901 in Grajewo. Die Familie Lawenda war seit 1921 in Olbernhau ansässig. |
| Stolperstein für Sonja Esther Zylberstein (Blumenauer Str. 5) | Hier wohnte Sonja Esther Zylberstein (Jahrgang 1934) Deportiert 1942 Belzyce Ermordet                                                | Blumenauer Straße 5 (Standort)  | Der am 1. August 2015 verlegte Stolperstein erinnert an Sonja Esther Zylberstein, geboren am 20. April 1935 in Plauen. Sonja Zylberstein, wohnhaft in Plauen und Chemnitz, wurde am 10. Mai 1942 mit Transport ab Weimar-Leipzig ins Ghetto Belzyce deportiert. Die Familie Lawenda war seit 1921 in Olbernhau ansässig. |

## Stolperschwelle
| Bild                                          | Name sowie Details zur Inschrift | Adresse                         | Zusätzliche Informationen |
| --------------------------------------------- | --- | ------------------------------- | --- |
| Stolperschwelle Olbernhau, Blumenauer Str. 95 | Pflegeheim Olbernhau 1940–1941 sog. Zwischenanstalt Von hier aus 76 Menschen wurden ‘weitertransportiert’ Heilanstalt Pirna-Sonnenstein Ermordet-Aktion T4 | Blumenauer Straße 95 (Standort) | Die am 1. August 2015 verlegte Stolperschwelle erinnert an 76 Patienten des Pflegeheims Olbernhau die im Rahmen der „Aktion T4“ in die Tötungsanstalt Pirna-Sonnenstein verlegt und dort in der Gaskammer ermordet wurden. |